# Taravadee Naraphornrapat
Taravadee Naraphornrapat (tailandês: ธาราวดี นาราพรลภัส, anteriormente era conhecida como  Khanittha Hongpak (ขนิษฐา หงษ์พักตร์) (Banguecoque, 5 de junho de 1994) é uma jogadora de vôlei de praia tailandesa.

## Carreira
Estreou no Circuito Mundial de 2012 ao lado de Rumpaipruet Numwong no Aberto de Bangsaen quando finalizaram na vigésima quinta posição. No ano seguinte competiram no Circuito Asiático terminando na nona posição nas etapas de Khanom  e Songkhla, e em quinto na de Palembang, não terminaram entre as trinta melhores duplas no Circuito Mundial, nos Grand Slams de Xangai, Moscou, São Paulo e Xiamen, exceto nos Abertos de Phuket, terminando em vigésimo quinto,  no Aberto de Durban e na etapa Challenge de Seul, finalizaram em décimo sétimo lugar. Disputaram o Campeonato Asiático de Vôlei de Praia de 2013 em Wuhan e finalizaram na nona posição..
Na temporada de 2014, esteve com Rumpaipruet Numwong no Circuito Asiático terminando na sétima posição nas etapas de Khanom  e Songkhla, além do nono lugar na etapa de Hong Kong, ainda tiveram como melhores resultados os décimos sétimos lugares nas etapas do Circuito Mundial, nos Abertos de Puerto Vallarta e Anapa, e o nono lugar no Challenge de Pattaya. No ano seguinte, disputaram o circuito continental, obtiveram os quintos lugares na etapas de Nakhonsi  e Songkhla, o nono lugar em Joguejacarta, não fizeram uma boa jornada no Circuito Mundial, tendo como melhor resultado o trigésimo terceiro lugar no Aberto de Xiamen, e finalizando a temporada terminaram em nono lugar no Campeonato Asiático de 2015 em Hong Kong.
Ainda com o nome de Khanittha Hongpak permaneceu formando dupla com Rumpaipruet Numwong, quando disputaram o Campeonato Asiático de 2016 em Sydney e terminaram na nona posição, já no circuito continental conquistaram as quintas posições nas etapas de Satun Pak Bara, Songkhla, Palembang e na fase final da Continental Cup de 2016 em Cairns, já utilizando seu atual nome
Com Rumpaipruet Numwong disputou o Circuito Asiático de 2017, em quinto terminaram em Satun Pak Bara, Tuan Chau e Palembang, em nono lugar em Osaka e o bronze em Can Tho, no Campeonato Asiático de 2017 em Songkhla terminaram em quinto lugar, nesta competição utilizava seu nome Khanittha Hongpak ,e foram medalhistas de prata no Campeonato do Sudeste Asiático de Praia de 2017 em Sentosa. Já no Circuito Mundial de 2017, tiveram como melhor desempenho da dupla, o nono lugar no torneio uma estrela em Daegu e o quarto lugar em Ulsan.
Em mais uma jornada com Rumpaipruet Numwong foram vice-campeãs da etapa de Samila do Circuito Asiático de 2018 , e como melhores resultados, as nonas colocações no Circuito Mundial, nos torneios três estrelas de Haiyang e Tóquio; mudou de parceria e passou a formar dupla com Varapatsorn Radarong e nesta ocasião terminou em quinto lugar no Campeonato Asiático de 2018 em Satun, e com esta no Circuito Mundial obteve o décimo sétimo lugar nos torneio três estrelas de Qinzhou eo  vigésimo quinto lugar no quatro estrelas de Yangzhou.
Em 2019, permanece com Varapatsorn Radarong, e disputam o Circuito Asiático, obtendo o quarto lugar em Samila e o vice-campeonato em Can Tho, ainda finalizaram na nona posição no Campeonato Asiático de 2019 em Maoming, ainda terminaram em quinto lugar nas etapas do Circuito Mundial, como no torneio duas estrelas em Phnom Penh, Qidong e Zhongwei,  ajudaram o país a vencer a Continental Cup de 2019 em Manila nos Jogos do Sudeste Asiático
Em 2020, esteve com Varapatsorn Radarong no torneio duas estrelas do Circuito Mundial em Siem Reap e no Campeonato Asiático em Udon Thani e neste terminaram em quinto lugar e disputaram a Continental Cup Final AVC de 2021 em Nakhon Pathom terminaram em terceiro.Na mesma temporada alterna de parceria e compete com Worapeerachayakorn Kongphopsarutawadee na edição do Campeonato Asiático de 2021 em Phukete conquistaram a medalha de ouro e conquistaram a medalha de ouro nos Jogos do Sudeste Asiático de 2021 em Hanói, realizados no ano de 2022.
Na temporada de 2022, terminou ao lado de Worapeerachayakorn Kongphopsarutawadee conquistaram o bronze no Circuito Asiático na etapa de Roi Et e o título em Samila, terminaram em quinto lugar no Future Songkhla pelo Circuito Mundial ainda obtiveram o quarto lugar no  I Challenge de Dubai e o bronze no II, um feito histórico, repetindo o quinto lugar também  no Campeonato Asiático em Roi Ete concluíram na quinta posição e disputaram o Campeonato Mundial em Roma, finalizando na décima sétima colocação. Confirmaram a parceria para 2023, conbquistaram o título da Continental CUP  no Sudeste Asiático, medalhistas de prata no Campeonato Asiático de 2023 em Fuzhou, estiveram juntas nos Challenges em Espinho e Edmonton, locais respectivamente que terminaram na décima sétima e décima nona posições, e nos Elite 16 em Hamburgo e Montreal, nestas o décimo terceiro lugar alcançado, e qualificaram-se para a edição do Campeonato Mundial de Vôlei de Praia de 2023 nas cidades mexicanas de Tlaxcala de Xicohténcatl,  Apizaco e Huamantla. Nos Jogos Asiáticos de 2022, terminou a competição em quarto lugar ao lado de Worapeerachayakorn Kongphopsarutawadee.

## Títulos e resultados
- Challenge II de Dubai de Baden do Circuito Mundial de Vôlei de Praia de 2022
- 1* de Ulsan do Circuito Mundial de Vôlei de Praia de 2017
- Etapa de Samila do Circuito Asiático de Voleibol de Praia de 2022
- Etapa de Can Tho do Circuito Asiático de Voleibol de Praia de 2019
- Etapa de Samila do Circuito Asiático de Voleibol de Praia de 2018
- Etapa de Can Tho do Circuito Asiático de Voleibol de Praia de 2017
- Etapa de Samila do Circuito Asiático de Voleibol de Praia de 2019